# Германска отечествена партия
Германската отечествена партия (на немски: Deutsche Vaterlandspartei) е крайнодясна политическа партия в Германската империя, активна по време на последната фаза на Първата световна война. Тя играе жизненоважна роля в появата на легендата за удар с нож в гърба и клеветата на някои политици като „ноемврийски престъпници“.

## История
Партията е основана през септември 1917 г. и представлява консервативни, националистически и антисемитски политически кръгове, обединени в опозицията си срещу Райхстагската мирна резолюция от юли 1917 г. Лидерите на партията са Волфганг Кап и адмирал Алфред фон Тирпиц. Валтер Николай е шефът на партийната тайна полиция. Медиен магнат като Алфред Хугенберг е виден член на партията. Нейното политическо влияние достига своя връх през лятото на 1918 г., когато има около 1 250 000 членове. Основният източник на финансиране е Третото върховно командване.
Партията е официално разпусната по време на Германската революция на 10 декември 1918 г. Повечето от нейните членове по-късно се присъединяват към Германската национална народна партия (ДНВП), най-голямата дясна партия във Ваймарската република.
Един член обаче, Антон Дрекслер, създава подобна организация - Германска работническа партия (ДАП), която по-късно става Националсоциалистическа германска работническа партия (НСДАП), управлявала Германия между 1933 и 1945 г.